# Gösta Nyblom
Carl Gösta Nyblom, född 5 juni 1909 i Malmö Sankt Johannes församling, död 25 oktober 1986, var en svensk bokförläggare, verksam i Uppsala.
Han genomgick Malmö handelsgymnasium och arbetade i olika tidningar innan han 1936 grundade Nybloms förlag i Uppsala, som också hade en filial i Rock Island, Illinois, USA. Han var medlem av Publicistklubben och Svenska Förläggareföreningen. På förlaget utgav han Sveriges Privata Företagare (11 delar, 1939–1943) och efter kriget olika mat- och turistguider.
Han var gift första gången från 1938 med affärsinnehavaren Ragnhild Wiklander (1910–1993), omgift Jansson, med vilken han fick dottern Eva 1939. Andra gången gifte han sig 1943 med Lena More (1919–2009) med vilken han fick dottern Annika 1943 och sonen Peter 1951.
Gösta Nyblom och hustrun Lena är begravda på Leksands kyrkogård, där även hennes föräldrar vilar.